# Perioada celor Trei Regate

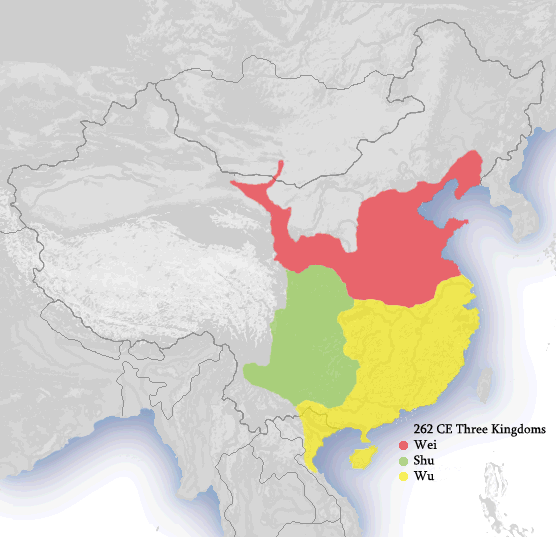
Cele Trei regate în anul 262

Formarea celor Trei Regate

Cele Trei Regate sunt o perioadă din istoria Chinei antice, cuprinsă între anii 220-265 d.Hr., reprezentată de trei state chineze războinice ori mai precis statele combatante, formate după stingerea Dinastiei Han.
Cao Cao și-a numit fiul pe tronul regatului Wei, care controla China de Nord. Regatul Shu-Han a fost fondat în actuala regiune Sichuan de către Liu Bei și de către consilierul acestuia, Zhuge Liang iar regatul Wu se afla în S, având capitala la Nanjing. Până în 280 d.Hr., toate trei au fost încorporate de dinastia Jin.
De-a lungul secolelor, Cele Trei Regate au constituit o sursă de inspirație pentru literatura chineză, mai ales pentru cea istorica. Totuși, în ciuda acestor conflicte, cultura chineză a continuat să înflorească la fel ca în timpul imperiului Han.

## În cultura populară
Această perioadă a fost ilustrată în multe cărți printre care și romanul lui Luo Guanzhong, filme, muzică, etc.